# Marek Wróblewski
Marek Jacek Wróblewski – polski ekonomista, doktor habilitowany nauk ekonomicznych, profesor nadzwyczajny Instytutu Studiów Międzynarodowych Wydziału Nauk Społecznych Uniwersytetu Wrocławskiego. Stały przedstawiciel RP przy Światowej Organizacji Handlu w Genewie.

## Życiorys
W 1997 uzyskał tytuł magistra międzynarodowych stosunków gospodarczych i politycznych na Akademii Ekonomicznej we Wrocławiu. W 1999 obronił tamże napisaną pod kierunkiem Jerzego Rymarczyka pracę doktorską Współpraca gospodarcza Polski z Rosją w latach 90. W 2010 habilitował się na Uniwersytecie Ekonomicznym we Wrocławiu na podstawie dorobku naukowego i pracy zatytułowanej Międzynarodowy Fundusz Walutowy i Bank Światowy wobec kryzysów walutowych.
Od 2000 zatrudniony na Uniwersytecie Wrocławskim, gdzie doszedł do stanowiska profesora uczelni w Instytucie Studiów Międzynarodowych Wydziału Nauk Społecznych. Pracował w Katedrze Międzynarodowych Stosunków Gospodarczych na Wydziale Studiów Międzynarodowych i Informatyki Społecznej Wyższej Szkole Przedsiębiorczości i Zarządzania w Łodzi oraz był prorektorem we Wrocławskiej Wyższej Szkole Informatyki Stosowanej. Stypendysta Programu Fulbrighta.
Jego zainteresowania naukowe obejmują takie zagadnienia jak: ekonomia i międzynarodowe stosunki gospodarcze; biznes międzynarodowy i międzynarodowe transakcje gospodarcze, global governance, internacjonalizacja przedsiębiorstwa, polityka proeksportowa, rozwój regionalny; międzynarodowe relacje finansowe.
Od co najmniej 2019 jest stałym przedstawicielem RP przy Światowej Organizacji Handlu (WTO) w Stałym Przedstawicielstwie RP przy Biurze Narodów Zjednoczonych w Genewie.
Żonaty z Dagmarą Joanną Wróblewską.

## Publikacje
- 2007: Działalność B+R Korporacji Transnarodowych: Wnioski dla Dolnego Śląska - Tezy do dyskusji[1]
- 2009: Reforma Międzynarodowego Funduszu Walutowego – wybrane aspekty[1]
- 2009: Economic Cooperation between UE and Eastern Europe[1]
- 2015: Debt crisis in the euro zone: selected problems of economic and fiscal[1]